# Erreur médicamenteuse
 (avril 2024).
Selon l'Association pour l'assurance qualité thérapeutique et l'évaluation (AAQTE), l’erreur médicamenteuse (EM) est « un événement iatrogène médicamenteux (EIM) évitable, résultant d’un dysfonctionnement non intentionnel dans l’organisation de la prise en charge thérapeutique médicamenteuse du patient.
De tels événements peuvent s’avérer secondaires à plusieurs actions ou situations : 
- la prescription
- la communication des ordonnances
- l’étiquetage des médicaments, leur emballage et leur dénomination
- leur préparation, leur délivrance et leur dispensation
- leur administration par un professionnel de santé
- l’information et l’éducation du patient
- le suivi thérapeutique ainsi que les modalités d’utilisation. »

## Quelques constats, sur la base d'études
Extraits du dictionnaire français de l’erreur médicamenteuse, 72 pages, SFPC (introduction de Edith Dufay, Présidente d’AAQTE) :
« L’observation des erreurs médicamenteuses amène à quatre constats majeurs : 
1. l’erreur médicamenteuse est rarement un acte isolé, elle ne survient pas seule. Elle est l’enchaînement imprévu, mais curieusement souvent prévisible, de divers événements auxquels contribuent différents acteurs...
2. au premier signal d’alerte, elle est aisée à détecter contrairement à la combinaison de facteurs, des circonstances et des défaillances qui en est à l’origine...
3. nul n’est à l’abri d’une erreur médicamenteuse. Chacun est faillible dans ses connaissances et dans la mise en œuvre de celles-ci...
4. l’erreur médicamenteuse est le résultat logique d’un paradoxe bien ancré dans nos établissements de santé celui d’associer à l’utilisation de principes actifs reconnus dangereux, l’organisation non sécurisée d’activités de soins... On ne peut espérer prévenir les erreurs médicamenteuses si on n’implante pas dans les esprits la culture du risque et de la performance, préalable indispensable à la réorganisation du circuit du médicament.

Il se dessine derrière ces quatre constats une réponse implicite mais rarement mise en avant, à la pérennisation de la distribution globale du médicament, organisation la moins sécurisée du circuit du médicament dans nos établissements de santé : le déni, par l’ensemble des professionnels de santé, du risque lié au médicament.
Chacun d’entre nous a la conviction de maîtriser les activités qui lui incombent, parce que nous avons un mode de fonctionnement individuel cloisonné sans regard extérieur.
Nous avons également banalisé le médicament. Bien qu’il représente un acte thérapeutique incontournable, sa balance bénéfices-risques est insuffisamment évaluée et bien souvent dédramatisée jusqu’à l’en oublier.
La diminution du coût des médicaments, voire leur gratuité... contribuent certainement à cette banalisation.
De surcroît, les événements indésirables graves (EIG) liés à une erreur médicamenteuse sont répartis et dilués sur tout notre territoire national. La conséquence immédiate est l’absence de médiatisation, alors que le bilan annuel en termes de préjudice humain est très largement supérieur à celui occasionné par des « catastrophes » hypermédiatisées telles que l’explosion de l’usine AZF, l’accident du Tunnel du Mont Blanc, le crash du Concorde, etc. »

## Quelques chiffres
« L’étude ENEIS estime ce bilan humain à 50 000 voire 80 000 événements indésirables graves EIG liés au médicament par an, événements survenant pendant l’hospitalisation et cela sans évoquer leurs conséquences financières.
Le déni du risque est rassurant, mais il laisse aux erreurs médicamenteuses la possibilité de se renouveler. 1.5 % des hospitalisations sont dues à des événements indésirables graves liés au médicament. Ceux qui surviennent durant l’hospitalisation s’évaluent à 1.4 pour 1 000 journées d’hospitalisation en secteurs de médecine, chirurgie, obstétrique.
En regard des 11.5 millions d’hospitalisations et des 134.7 millions de journées d’hospitalisation en France en 2003, ces données impressionnent.
Dans l’étude ENEIS, la moitié de ces EIG est certainement due à des erreurs médicamenteuses. Pour des raisons méthodologiques, cette estimation est sous-évaluée de mon point de vue, l’épidémiologie ayant marqué le pas à l’analyse causale. Les événements indésirables graves liés à l’erreur médicamenteuse représenteraient en réalité bien plus de la moitié ". »